# Eleições regionais na Groenlândia em 2013
As Eleições regionais na Groenlândia em 2013 realizaram-se no dia 12 de março, para eleger os 31 deputados do Parlamento da Groenlândia (Inatsisartut).

## Resultados das eleições

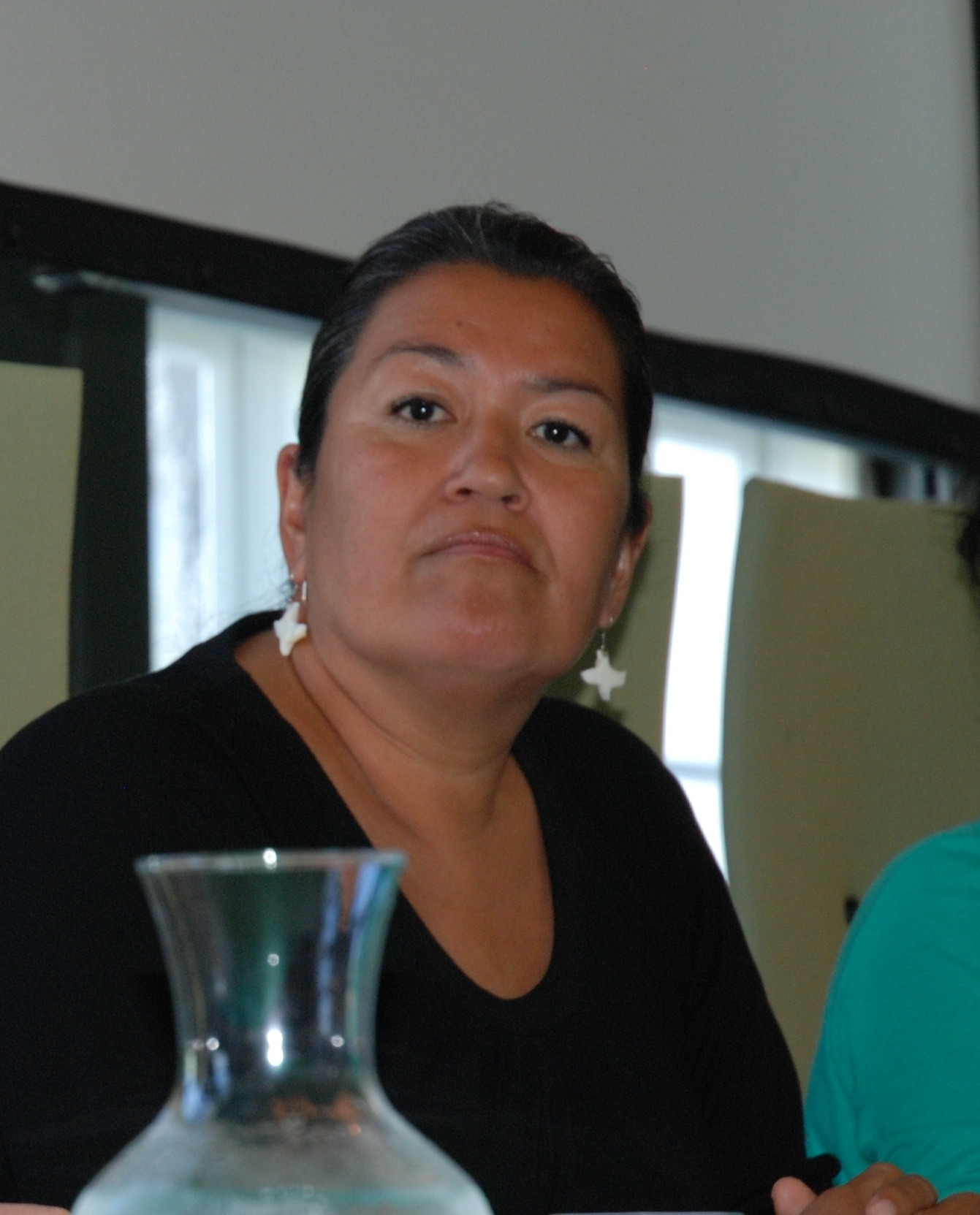
Aleqa Hammond, líder do partido Avante (Siumut)

O partido Avante (Siumut) foi o mais votado, e veio a formar um governo de coligação com o Partido do Povo Inuíte (Inuit Ataqatigiit) e o Partido da Comunidade (Atassut), com Aleqa Hammond como primeira-ministra.

## Partidos participantes
| Partido                                  | Ideologia                          |
| ---------------------------------------- | ---------------------------------- |
| Avante Siumut                            | Social-democracia                  |
| Partido do Povo Inuíte Inuit Ataqatigiit | Esquerda - Independentismo         |
| Partido da Comunidade Atassut            | Social-conservatismo - Autonomismo |
| Partido Inuíta Partii Inuit              | Independentismo                    |
| Democratas Demokraatit / Demokraterne    | Social-liberalismo - Autonomismo   |